# Pavianartige
Die Pavianartigen (Papionini) sind eine Gattungsgruppe aus der Primatenfamilie der Meerkatzenverwandten (Cercopithecidae). Gemeinsam mit den Meerkatzenartigen  (Cercopithecini) bilden sie die Unterfamilie der Backentaschenaffen (Cercopithecinae).

## Merkmale
Pavianartige sind mittelgroße bis große Affen. Paviane, Mandrillartige und Dscheladas besitzen einen stämmigen Körperbau mit einem großen Kopf und langen Schnauzen. Makaken, Mangaben und der Kipunji-Affe sind dagegen kleiner, leichter gebaut und besitzen keine oder weniger ausgeprägte Schnauze. In der Vergangenheit wurden diese unterschiedlich gebauten Pavianartigen zwei verschiedenen Untertribus zugeordnet, den Macacina und den Papionina. Dies gibt jedoch nicht die tatsächliche Verwandtschaft wieder. Vielmehr haben sich von einem wahrscheinlich makakenähnlichen, gemeinsamen Vorfahren ausgehend beide Typen in einer konvergenten Evolution mehrfach entwickelt.
Pavianartige haben oft einen ausgeprägten Geschlechtsdimorphismus – die Männchen sind oft deutlich größer und schwerer als die Weibchen, die eine deutliche Regelschwellung zeigen. Arme und Beine sind kräftig, Arm- und Beinlänge sind, anders als bei anderen Meerkatzenverwandten, etwa gleich. Der Schwanz kann lang oder kurz sein, aber auch vollständig fehlen (z. B. beim Berberaffen). Anders als die Meerkatzenartigen haben alle Pavianartigen einen diploiden Chromosomensatz (2n=42).

## Lebensweise
Mit Ausnahme der Schwarzmangaben (Lophocebus) halten sich Pavianartige mehr als die meisten anderen Affen auf dem Boden auf. Die Paviane und viele Makaken besiedelten Trockenwälder und Savannen, Mandrillartige, Schwarzmangaben und der Kipunji-Affe leben dagegen in tropischen Regenwäldern, die letzten beiden sind hochgradig arboreal (baumbewohnend). Alle Pavianartigen sind tagaktiv, die meisten leben in größeren sozialen Gruppen mit ausgewachsenen Tieren beider Geschlechter.

## Innere Systematik

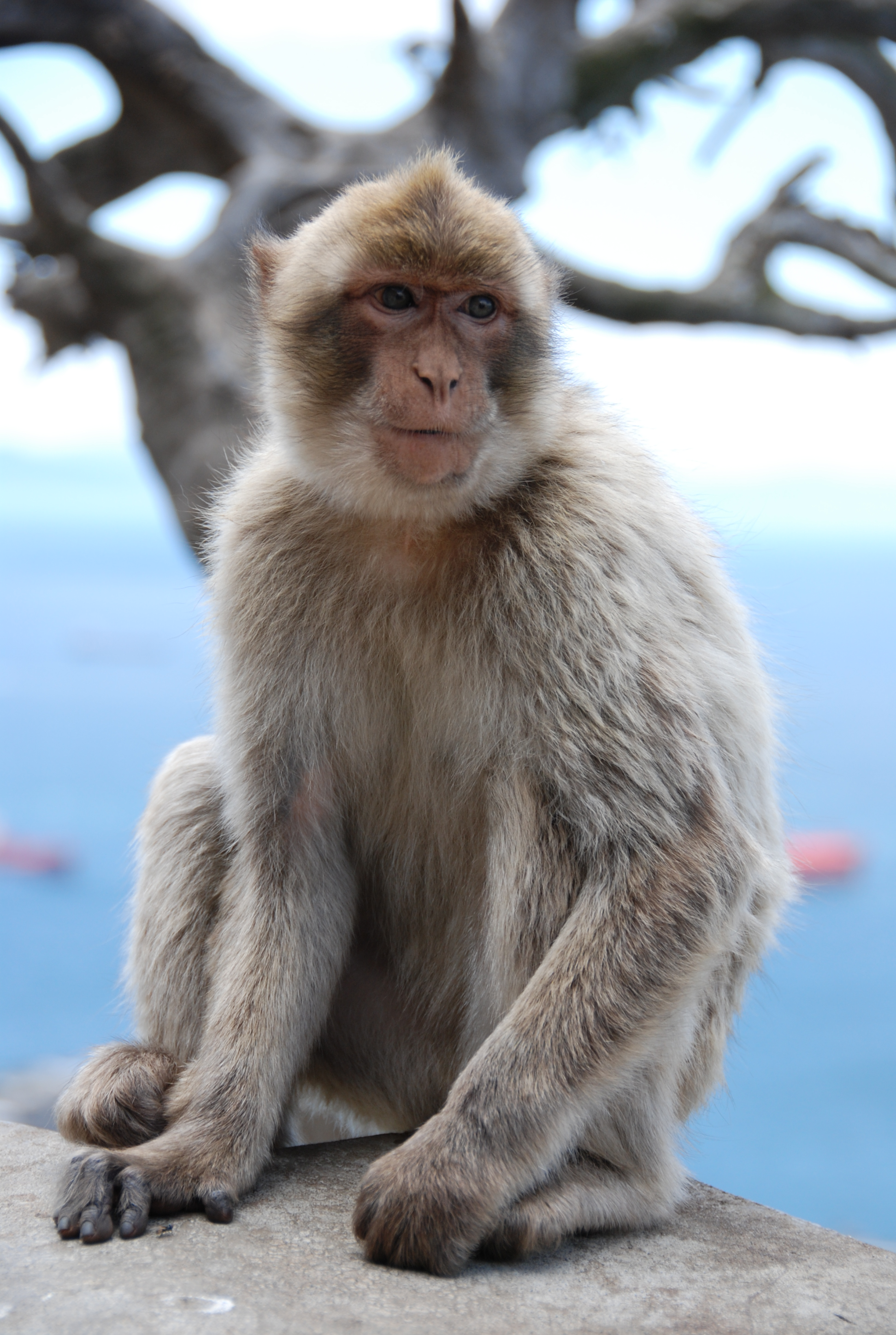
Berberaffe

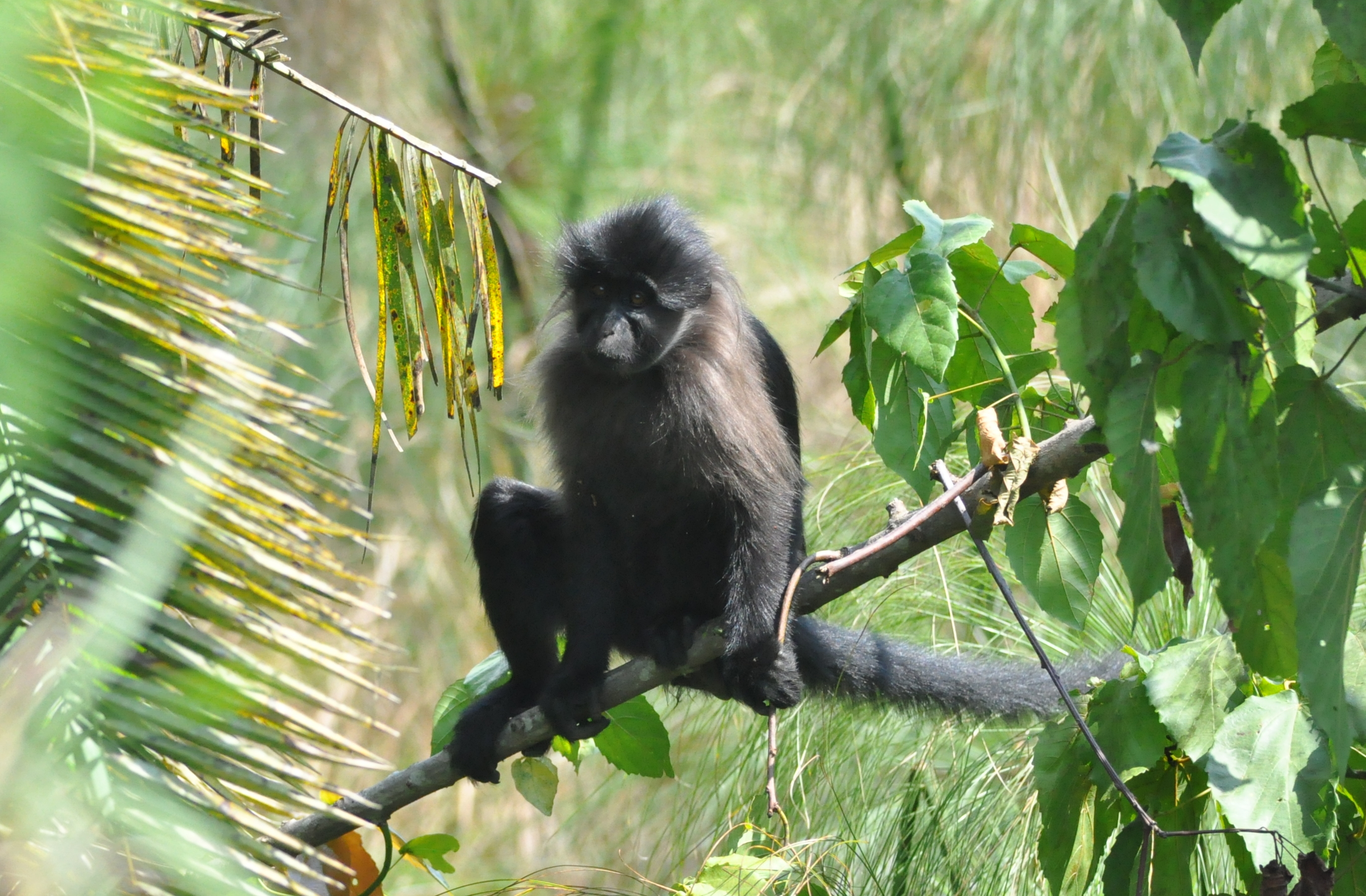
Uganda-Mangabe

Diese Gruppe umfasst rund 45 Arten in sieben Gattungen, die vorwiegend in Afrika südlich der Sahara verbreitet sind. Lediglich die Makaken bewohnen vorwiegend Süd-, Südost- und Ostasien.
- die Makaken (Macaca), die als einzige Gattung in Asien (24 Arten) und Nordafrika (1 Art) leben,
- die Paviane (Papio), die in fünf oder sechs Arten unterteilt werden,
- die Mandrillartige (Mandrillus), die aus den 2 Arten Mandrill und Drill bestehen,
- der Dschelada oder Blutbrustpavian (Theropithecus gelada),
- die Weißlid-Mangaben (Cercocebus) mit 6 Arten,
- die Schwarzmangaben (Lophocebus) mit 6 Arten,
- sowie der 2005 entdeckte Kipunji-Affe, der in eine eigene Gattung, Rungwecebus, eingeordnet wird.

Das folgende Kladogramm zeigt die innere Systematik der Papionini:
|  | \| \| Kipunji-Affe (Rungwecebus) \| \| \| \| \| \| Paviane (Papio) \| \| \| \| |
|  |                                                                                |
|  | Dschelada (Theropithecus)                                                      |
|  |                                                                                |
|  | Kipunji-Affe (Rungwecebus)                                                     |
|  |                                                                                |
|  | Paviane (Papio)                                                                |
|  |                                                                                |

|  | Kipunji-Affe (Rungwecebus) |
|  |                            |
|  | Paviane (Papio)            |
|  |                            |

|  | \| \| Kipunji-Affe (Rungwecebus) \| \| \| \| \| \| Paviane (Papio) \| \| \| \| |
|  |                                                                                |
|  | Dschelada (Theropithecus)                                                      |
|  |                                                                                |
|  | Kipunji-Affe (Rungwecebus)                                                     |
|  |                                                                                |
|  | Paviane (Papio)                                                                |
|  |                                                                                |

|  | Kipunji-Affe (Rungwecebus) |
|  |                            |
|  | Paviane (Papio)            |
|  |                            |

|  | Weißlid-Mangaben (Cercocebus) |
|  |                               |
|  | Mandrillartige (Mandrillus)   |
|  |                               |

|  | \| \| Kipunji-Affe (Rungwecebus) \| \| \| \| \| \| Paviane (Papio) \| \| \| \| |
|  |                                                                                |
|  | Dschelada (Theropithecus)                                                      |
|  |                                                                                |
|  | Kipunji-Affe (Rungwecebus)                                                     |
|  |                                                                                |
|  | Paviane (Papio)                                                                |
|  |                                                                                |

|  | Kipunji-Affe (Rungwecebus) |
|  |                            |
|  | Paviane (Papio)            |
|  |                            |

|  | \| \| Kipunji-Affe (Rungwecebus) \| \| \| \| \| \| Paviane (Papio) \| \| \| \| |
|  |                                                                                |
|  | Dschelada (Theropithecus)                                                      |
|  |                                                                                |
|  | Kipunji-Affe (Rungwecebus)                                                     |
|  |                                                                                |
|  | Paviane (Papio)                                                                |
|  |                                                                                |

|  | Kipunji-Affe (Rungwecebus) |
|  |                            |
|  | Paviane (Papio)            |
|  |                            |

|  | Weißlid-Mangaben (Cercocebus) |
|  |                               |
|  | Mandrillartige (Mandrillus)   |
|  |                               |

|  | \| \| Kipunji-Affe (Rungwecebus) \| \| \| \| \| \| Paviane (Papio) \| \| \| \| |
|  |                                                                                |
|  | Dschelada (Theropithecus)                                                      |
|  |                                                                                |
|  | Kipunji-Affe (Rungwecebus)                                                     |
|  |                                                                                |
|  | Paviane (Papio)                                                                |
|  |                                                                                |

|  | Kipunji-Affe (Rungwecebus) |
|  |                            |
|  | Paviane (Papio)            |
|  |                            |

|  | \| \| Kipunji-Affe (Rungwecebus) \| \| \| \| \| \| Paviane (Papio) \| \| \| \| |
|  |                                                                                |
|  | Dschelada (Theropithecus)                                                      |
|  |                                                                                |
|  | Kipunji-Affe (Rungwecebus)                                                     |
|  |                                                                                |
|  | Paviane (Papio)                                                                |
|  |                                                                                |

|  | Kipunji-Affe (Rungwecebus) |
|  |                            |
|  | Paviane (Papio)            |
|  |                            |

|  | Weißlid-Mangaben (Cercocebus) |
|  |                               |
|  | Mandrillartige (Mandrillus)   |
|  |                               |

|  | \| \| Kipunji-Affe (Rungwecebus) \| \| \| \| \| \| Paviane (Papio) \| \| \| \| |
|  |                                                                                |
|  | Dschelada (Theropithecus)                                                      |
|  |                                                                                |
|  | Kipunji-Affe (Rungwecebus)                                                     |
|  |                                                                                |
|  | Paviane (Papio)                                                                |
|  |                                                                                |

|  | Kipunji-Affe (Rungwecebus) |
|  |                            |
|  | Paviane (Papio)            |
|  |                            |

|  | \| \| Kipunji-Affe (Rungwecebus) \| \| \| \| \| \| Paviane (Papio) \| \| \| \| |
|  |                                                                                |
|  | Dschelada (Theropithecus)                                                      |
|  |                                                                                |
|  | Kipunji-Affe (Rungwecebus)                                                     |
|  |                                                                                |
|  | Paviane (Papio)                                                                |
|  |                                                                                |

|  | Kipunji-Affe (Rungwecebus) |
|  |                            |
|  | Paviane (Papio)            |
|  |                            |

|  | Weißlid-Mangaben (Cercocebus) |
|  |                               |
|  | Mandrillartige (Mandrillus)   |
|  |                               |

## Stammesgeschichte
Fossilien von Pavianartigen sind recht häufig und lassen sich zurück ins mittlere Miozän datieren. Insgesamt wurden drei, heute ausgestorbene Gattungen beschrieben, darunter Pliopapio aus dem frühen Pliozän von Äthiopien.